# CTP synthase
La CTP synthetase est une ligase qui catalyse la réaction :
ATP + UTP + L-glutamine + H2O  {\displaystyle \rightleftharpoons }  ADP + phosphate + CTP + L-glutamate.
Elle est l'enzyme limitante de la biosynthèse des nucléotides pyrimidiques,. Son mécanisme réactionnel se déroule en deux étapes :
1. L-glutamine + H2O  {\displaystyle \rightleftharpoons }  L-glutamate + NH3 ;
2. ATP + UTP + NH3  {\displaystyle \rightleftharpoons }  ADP + phosphate + CTP.

La réaction commence par la phosphorylation de l'UTP sur l'atome d'oxygène du carbone 4, rendant ce dernier électrophile et réactif par rapport à l'ammoniac. Le groupe amine provient de la glutamine, hydrolysée par un domaine amidotransférase afin de produire de l'ammoniac. NH3 est ensuite transporté à l'intérieur de la protéine vers le domaine synthase,. L'ammoniac libéré à l'étape précédente peut alors réagir avec l'intermédiaire UTP-4-phosphoryle pour former le CTP.